# Commune 4
Commune 4 är ett departement i Mali.   Det ligger i regionen Bamako, i den sydvästra delen av landet, 6 km sydväst om huvudstaden Bamako.